# 1090

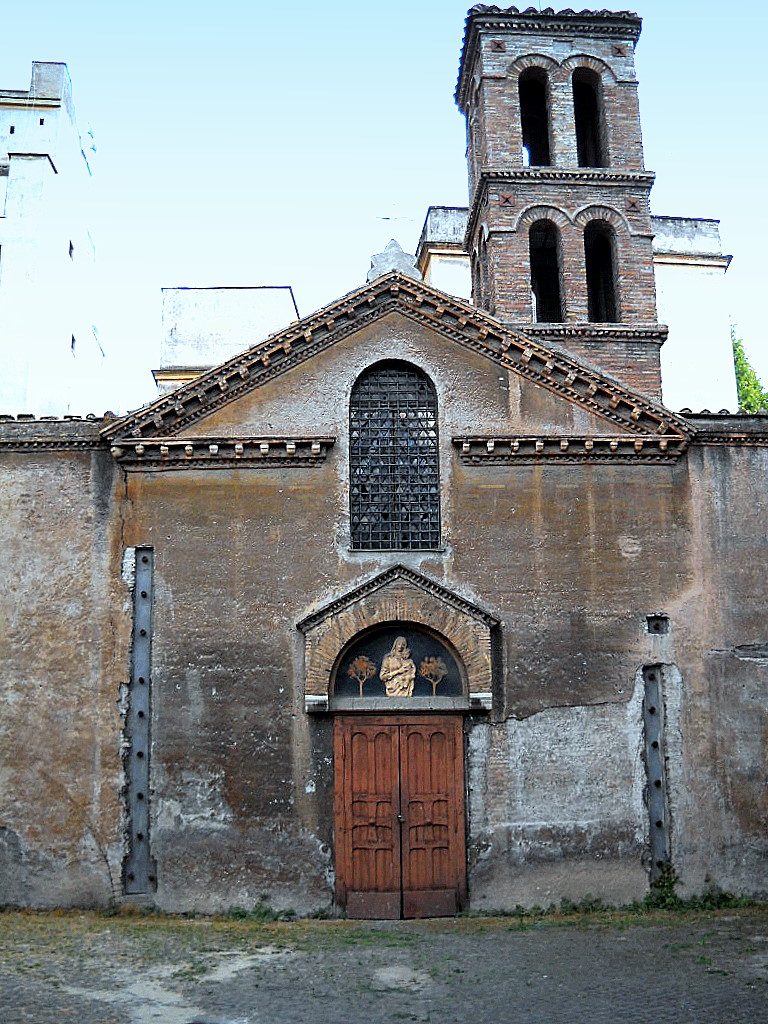
Santa Maria in Cappella

Het jaar 1090 is het 90e jaar in de 11e eeuw volgens de christelijke jaartelling.

## Gebeurtenissen
maart
- 25 - De Santa Maria in Cappella in Rome wordt ingewijd.

juli
- 25 - Rogier I van Sicilië verovert de plaats Caltagirone. Dit wordt gezien als het definitieve einde van het islamitische bestuur op Sicilië.

zonder datum
- De Assassijnen veroveren Alamoet en maken het hun hoofdkwartier.
- De Petsjenegen belegeren Constantinopel.
- Dudo van Laurenburg bouwt de burcht Laurenburg (jaartal bij benadering).
- Voor het eerst genoemd: Montignies-lez-Lens, Nieuwenhove, Sint-Maria-Horebeke, Wervik.

## Opvolging
- patriarch van Antiochië (Grieks-orthodox) - Niceforus opgevolgd door Johannes VII
- Béarn - Centullus V opgevolgd door zijn zoon Gaston IV
- Bigorre - Centullus V van Béarn opgevolgd door zijn zoon Bernard III
- Brienne - Wouter I opgevolgd door zijn zoon Everhard I (jaartal bij benadering)
- bisdom Chartres - Godfried I opgevolgd door Ivo
- bisdom Halberstadt - Herrand in opvolging van Dietmar von Supplinburg, met Frederik I als tegenbisschop
- Istrië - Hendrik I opgevolgd door Engelbert I van Spanheim
- Karinthië en Verona - Luitpold van Eppenstein opgevolgd door zijn broer Hendrik III van Eppenstein
- Khmer-rijk - Jayavarman VI opgevolgd door Dharanindravarman I
- Kroatië (december) - Stjepan II opgevolgd door zijn zuster Jelena de Schone

## Geboren
- 2 april - Theobald IV, graaf van Blois, Dunois, Meaux en Champagne
- Bernardus van Clairvaux, Frans abt
- Frederik II, hertog van Zwaben (1105-1147)

## Overleden
- 22 maart - Garcia I (~47), koning van Galicië (1065-1071)
- 12 mei - Luitpold van Eppenstein (~39), markgraaf van Verona (1055-1090) en hertog van Karinthië (1077-1090)
- 18 mei - Berthold van Rheinfelden (~29), hertog van Zwaben (1079-1090)
- 3 juli - Egbert II (~30), markgraaf van Meißen en Brunswijk en graaf van Midden-Friesland (1068-1088)
- Adelheid van Rheinfelden, echtgenote van Ladislaus I van Hongarije
- Centullus V, burggraaf van Béarn (1058-1090) en Bigorre (1080-1090)
- Hedwig van Formbach (~32), Duits edelvrouw
- Michaël VII Doukas, keizer van Byzantium (1071-1078)